# ستانلي ميلبورن
ستانلي ميلبورن (بالإنجليزية: Stanley Milburn)‏ (27 أكتوبر 1926 في المملكة المتحدة - 30 يوليو 2010 في المملكة المتحدة) هو لاعب كرة قدم بريطاني (وحمل سابقاً جنسية المملكة المتحدة لبريطانيا العظمى وأيرلندا) في مركز الظهير. شارك مع منتخب إنجلترا لكرة القدم الرديف. أما مع النوادي، فقد لعب مع ليستر سيتي ونادي تشيسترفيلد ونادي روتشديل ونادي أشينغتون ‏.

## وصلات خارجية
- ستانلي ميلبورن على موقع قاعدة بيانات كرة القدم.إي يو (الإنجليزية)
- ستانلي ميلبورن على موقع عالم كرة القدم.نت (الإنجليزية)